# ويسوت بونبينغ
ويسوت بونبينغ (10 يناير 1988 بتشيانغ ري في تايلاند - ) هو لاعب كرة قدم تايلندي في مركز الوسط. لعب مع Nakhon Sawan F.C. ‏ وPhitsanulok F.C. ‏ وRajpracha F.C. ‏ ونادي شيراغ يونايتد كيرلا وUbon UMT United F.C. ‏ وإف سي بانكوك وLampang F.C. ‏ وPhichit F.C. ‏ ونادي بورت وMuangkan United F.C. ‏.